# La Goulue
Louise Weber, dite La Goulue, née le 12 juillet 1866 à Clichy et morte le 29 janvier 1929 à Paris 10e, est une danseuse de cancan populaire française.

## Biographie

### Débuts

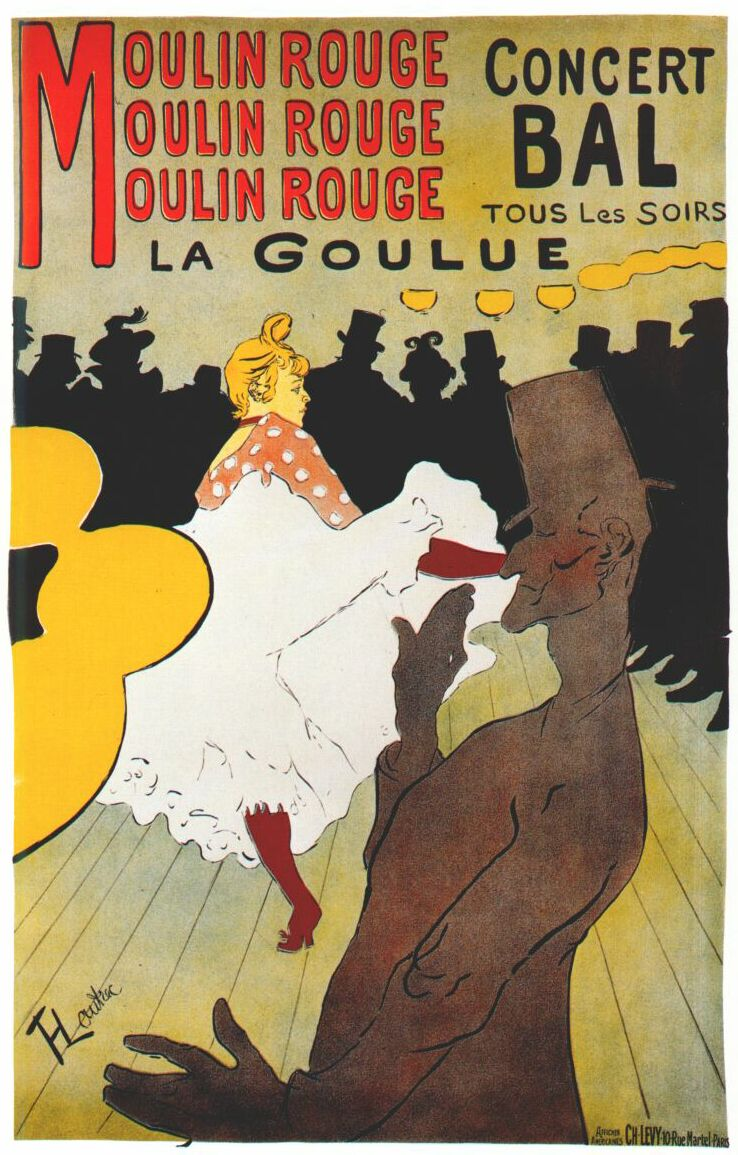
La célèbre affiche de Toulouse-Lautrec pour le bal du Moulin-Rouge : le peintre représente la Goulue, éclatante avec ses cheveux jaunes réunis en chignon haut, son caraco rouge à pois blancs, dansant devant Valentin le Désossé en ombre chinoise.

Née Louise Joséphine Weber le 12 juillet 1866 à Clichy, elle est la fille de Dagobert Weber, charpentier né le 10 décembre 1828 à Geispolsheim dans le Bas-Rhin, et de Madeleine Courtade, couturière née le 4 octobre 1835 à Wissembourg (Bas-Rhin). Elle passe une grande partie de son enfance au no 1 de la rue Martre, dans la maison ouvrière familiale de Clichy, et fuit la guerre de 1870 avec ses parents, sa sœur Marie-Anne, Victoire Madeleine et son frère Joseph au 18, rue Gauthey, dans le 17e arrondissement de Paris, lors des bombardements de Clichy par les Allemands. Sa mère Madeleine met au monde, le 28 février 1871, un petit Henri-Joseph qui ne survivra que quelques jours, ce qui affecte toute la famille. Madeleine, usée et fatiguée par les privations, ne s'occupe plus vraiment de ses enfants.
Elle débute au bal public à l'âge de 6 ans, à l'Élysée-Montmartre, pour les enfants d'Alsace-Lorraine, sous la présidence de Victor Hugo et de la comtesse Céleste Mogador. Son père va dès lors l'exhiber sur la table des invités de noce ou de banquet où elle pratique le chahut.
En 1882, à 16 ans, elle s'installe avec Edmond, son ami, rue Antoinette, à Montreuil. La même année, elle découvre le Moulin de la Galette où elle se fait remarquer comme danseuse.
En 1884, elle vit boulevard Ornano avec son ami Charles Tazzini, un déménageur, et débute comme blanchisseuse rue Neuve-Notre-Dame. Elle se fait tatouer sur le bras gauche « J'aime Charlot pour la vie », qu'elle remplace, une fois l'idylle terminée, par une fleur et tente de dissimuler le tout sous des accessoires.
Elle est tour à tour blanchisseuse, modèle pour les peintres et les photographes, en particulier pour Ernest Salmon, fils de Louis Salmon, frère aîné de Yvan Salmon alias Victor Noir, au no 11 de la place Pigalle, et pour Auguste Renoir à Montmartre. Ce dernier l'introduit dans un groupe de modèles qui gagnent un supplément d'argent en posant pour des artistes et des photographes. Achille Delmaet, mari de Marie-Juliette Louvet grand-mère de Rainier III, qui devient célèbre plus tard, fait de nombreux « nus-photos » d'elle. Dansant dans de petits bals de banlieue, Louise Weber se fait connaître  grâce à Charles Desteuque, un journaliste qui tient, dans la revue Gil Blas, une rubrique réservée à la promotion des demi-mondaines. En 1885, elle est aussi remarquée par un certain Gaston Goulu Chilapane qui l'accueille quelque temps dans son hôtel particulier de l'avenue du Bois (actuelle avenue Foch).
Elle débute dans une revue, au cirque Fernando, où elle devient dompteuse, selon son acte de mariage. La danseuse-chorégraphe Grille d'Égout et Céleste Mogador lui prodiguent leçons et conseils et la font débuter professionnellement à l'Élysée-Montmartre en tant que danseuse, ainsi qu'à Montparnasse, au bal Bullier et à la Closerie des Lilas. Despres, les frères Oller et Charles Zidler la lancent dans le cancan. Lorsqu'elle danse le quadrille naturaliste, elle taquine l'audience masculine par le tourbillon de ses jupes à volants relevés qui laissent entrevoir sa culotte et, de la pointe du pied, elle fait voler le chapeau d'un homme. Le nom de son premier mentor (Gaston Goulu Chilapane) et son habitude à vider les verres des clients, tandis qu’elle passe à leurs tables, lui valent alors le surnom de « La Goulue ».
Elle est représentée la première fois le 11 avril 1885, par le dessinateur Auguste Roedel[réf. nécessaire].
Le peintre Louis Anquetin l'a représentée en buste vers 1880 − 1885 (huile sur toile, musée de Quimper reprod. coul. par Cariou dans Le musée des Beaux-Arts de Quimper - collection Musées et Monuments de France, fondation Paribas/Ville de Quimper/RMN, 1993, p. 60).

Le Dictionnaire des pseudonymes paru en 1887 donne la définition suivante : 

« La Goulue : Excentrique danseuse de l'Alcazar et autres lieux où le cancan et le grand-écart sont toujours en vigueur. Née Louise Weber en 1867. »

### Le Moulin Rouge
Louise est prise en main par Charles Zidler et Joseph Oller qui ouvrent leur bal du Moulin-Rouge, place Blanche, dès 1889. Louise fait la connaissance de Jules Étienne Edme Renaudin (1843-1907). Ce fils d'avocat fut marchand de vin avant de devenir une célébrité de la danse, sous le nom de scène de Valentin le Désossé. Ensemble ils dansent le « chahut » et deviennent un « couple de danse » apprécié.
En permanence en haut de l'affiche, elle est synonyme de French cancan et de Moulin-Rouge. Elle est la première vedette à inaugurer la scène de l'Olympia, fondé par Joseph Oller en 1893.
Dans Chroniques du Diable, au chapitre qu'il a baptisé « Le trottoir au théâtre », Octave Mirbeau fait ce portrait de La Goulue :

« La Goulue, il faut lui rendre cette justice, est une assez belle grosse fille, épaisse, colorée qui exerce son sacerdoce avec une tranquillité remarquable. Elle plane imperturbable au-dessus de la foule maladive de ses fanatiques. Elle sait ce qu'elle est, ce qu'elle vaut, ce qu'ils valent et, sereine répand autour d'elle l'ordure à pleine bouche quand elle ne mange pas. Quand elle mange, le mot ordurier qui sort alterne avec la bouchée qui entre. C'est cette brutalité radieuse qui est son seul esprit. »

Au Jardin de Paris, elle apostrophe le prince de Galles, futur Édouard VII : « Hé, Galles ! Tu paies l'champagne ! C'est toi qui régales, ou c'est ta mère qui invite ? ». Elle devient un des sujets favoris de Toulouse-Lautrec, qui l'immortalise dans ses portraits et ses affiches pour le Moulin Rouge, au côté de Valentin le Désossé.

Les œuvres picturales de Lautrec et d'autres représentant La Goulue
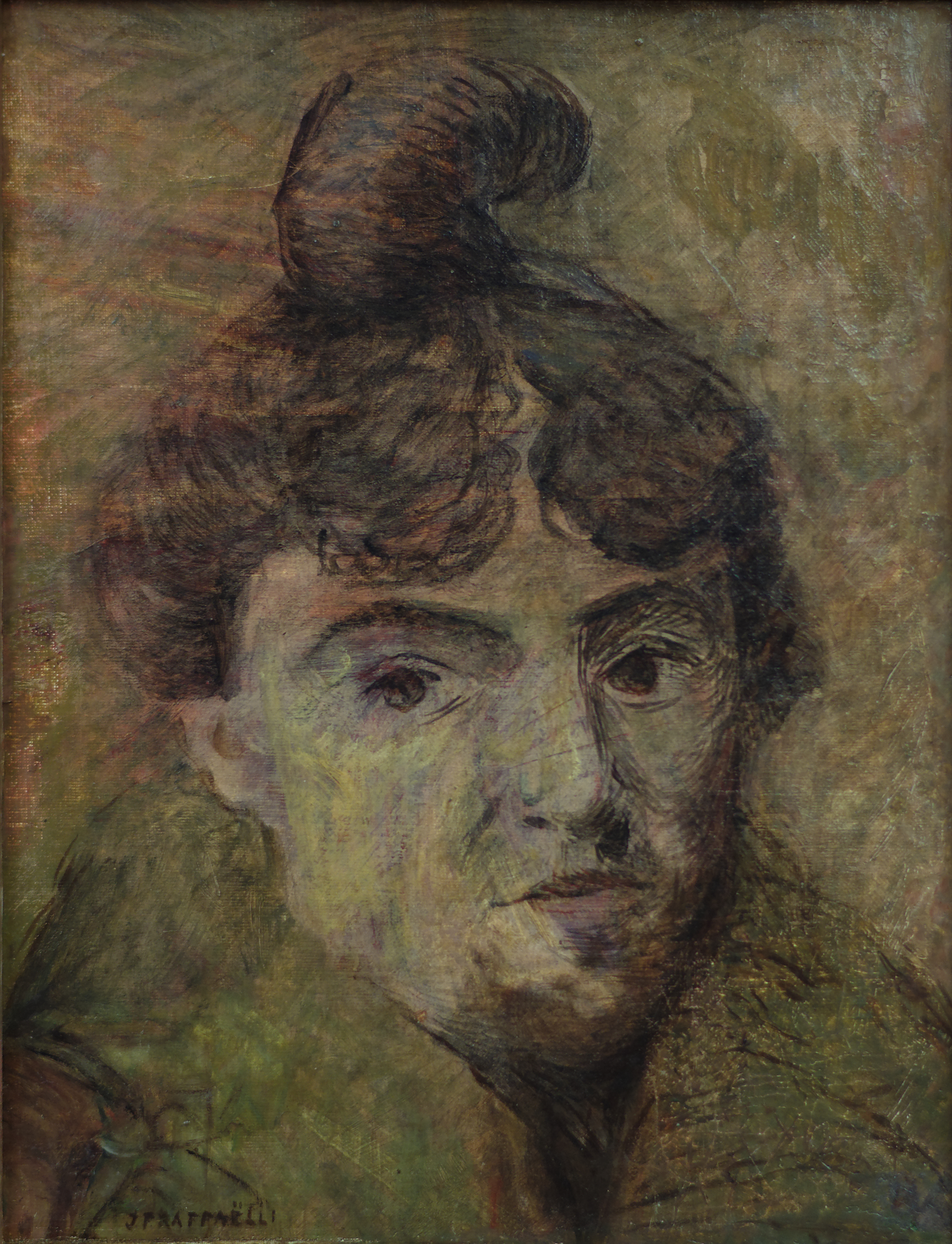
La Goulue, Jean-François Raffaëlli, 1886.
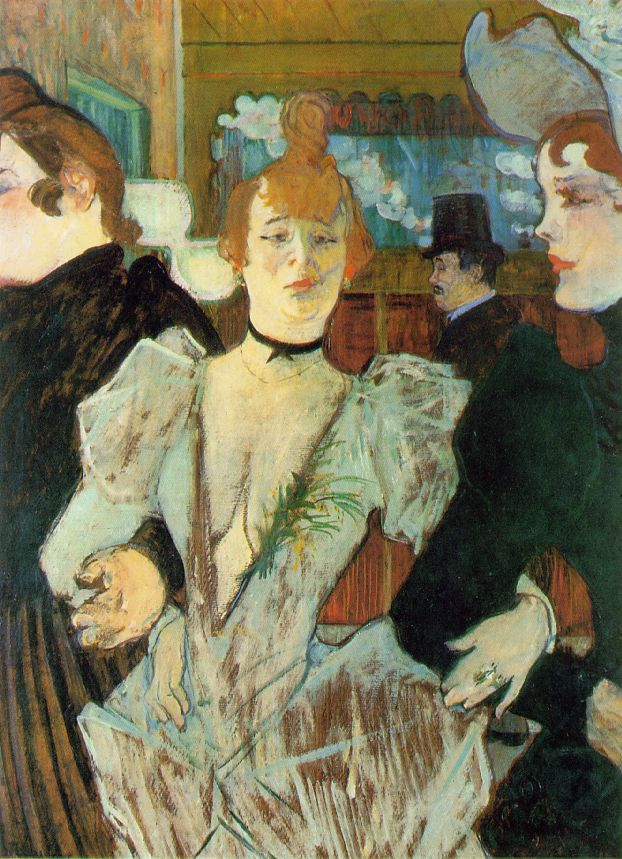
La Goulue entrant au Moulin-Rouge, Toulouse-Lautrec 1892.
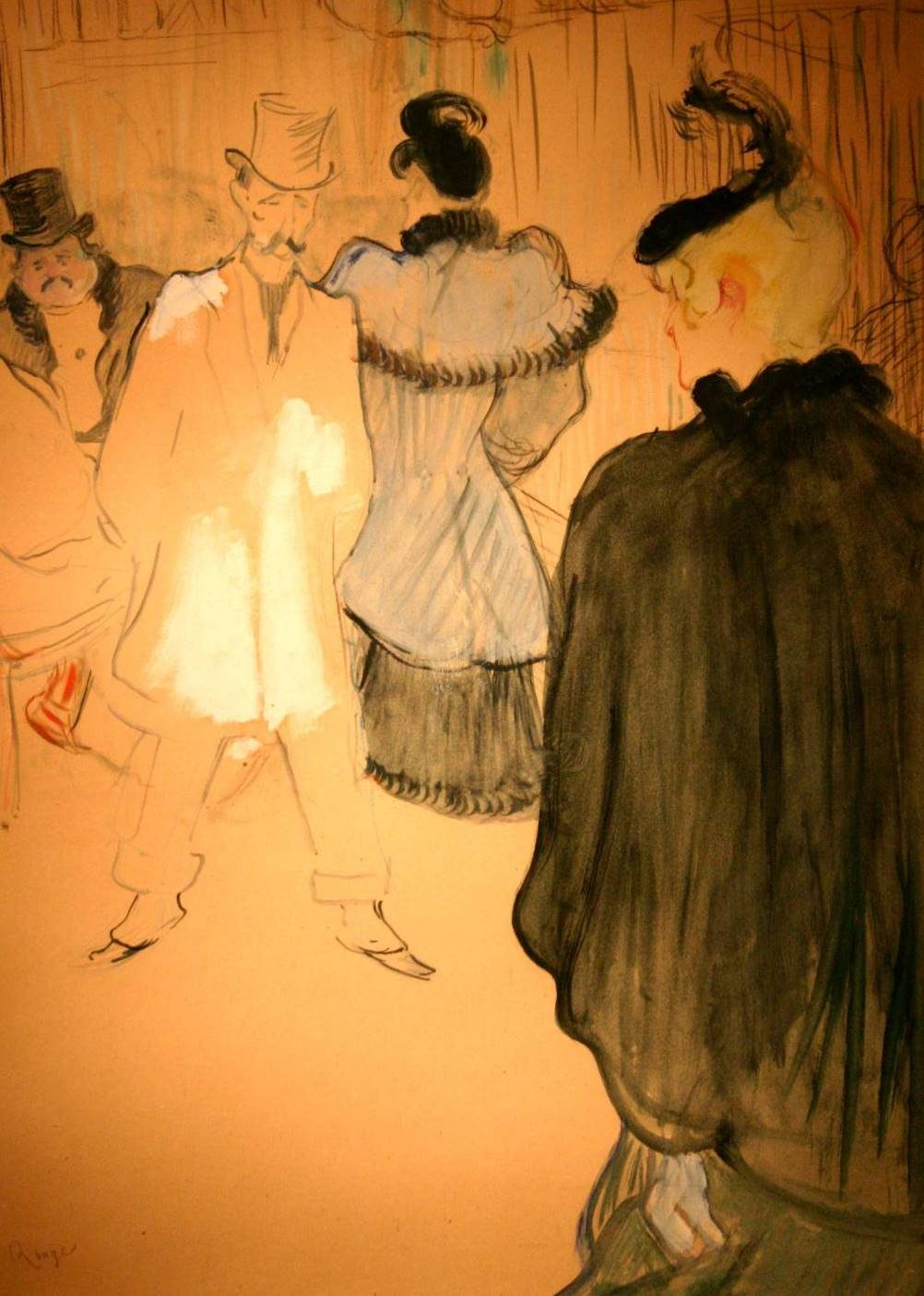
La Goulue et Paul Lescau, Toulouse-Lautrec, 1894.
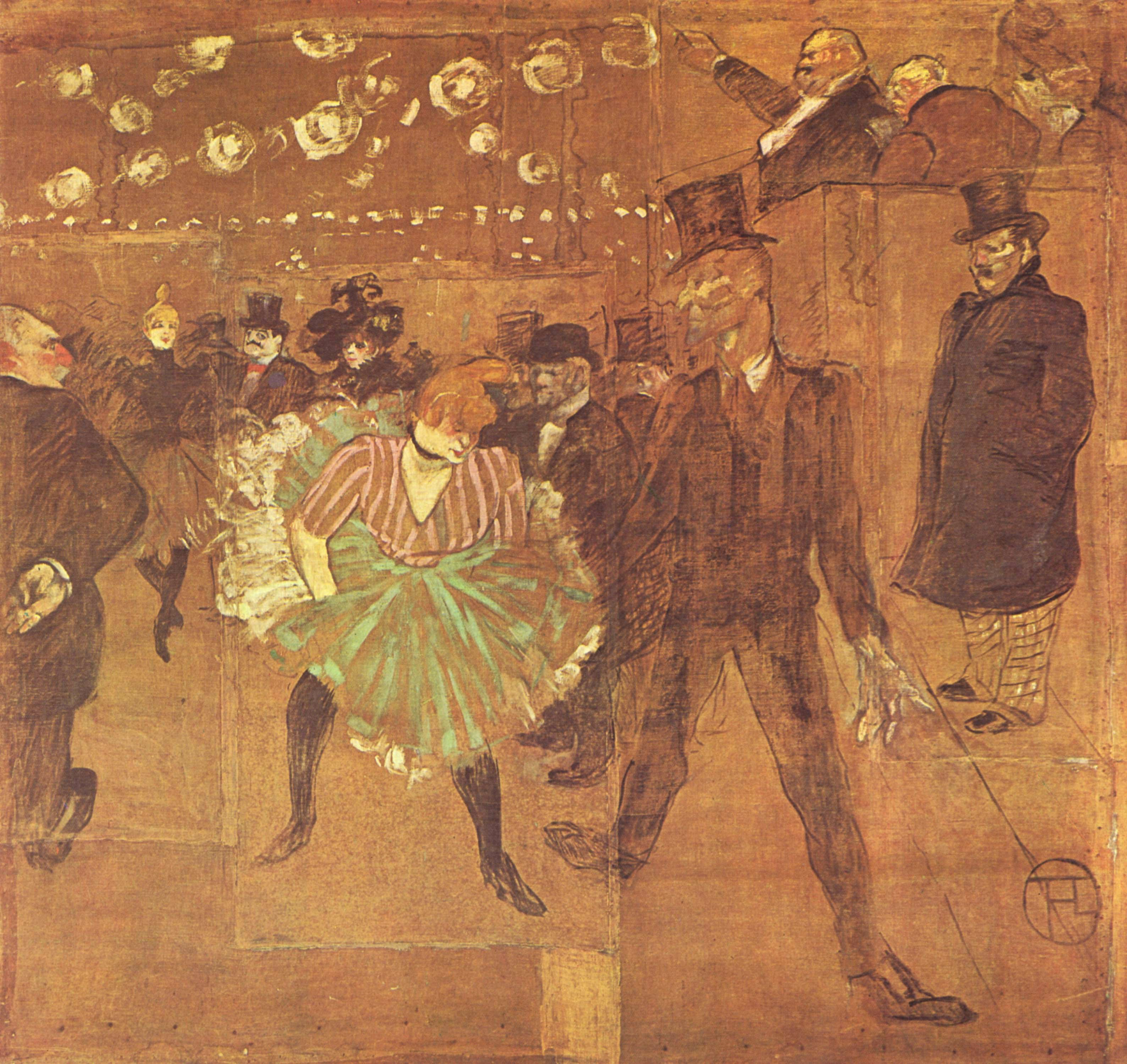
La Goulue et Valentin le Désossé, 1895.
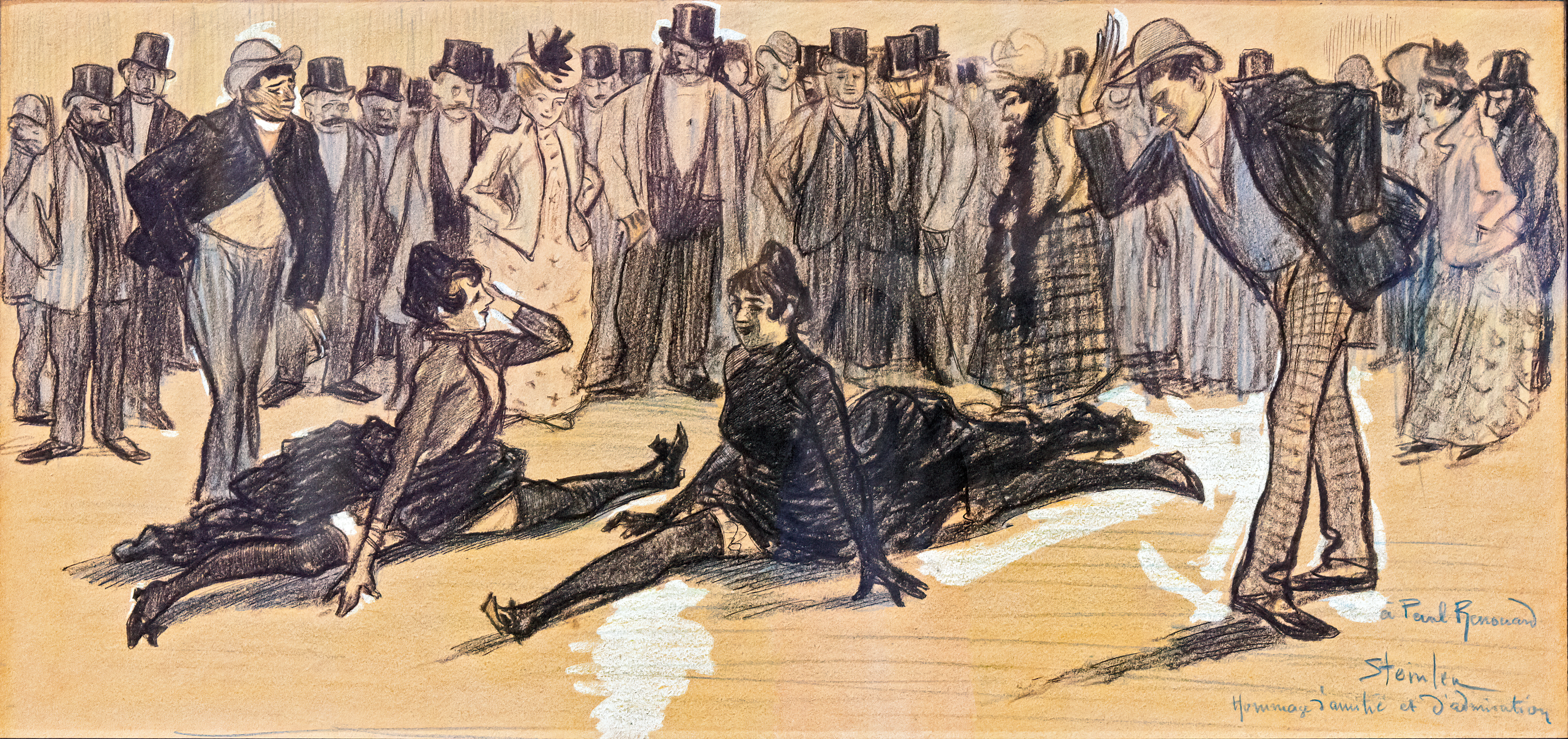
La Goulue et Valentin le Désossé dansant au Moulin Rouge, 1895,  Théophile Alexandre Steinlen

Le peintre Louis Anquetin a aussi fait un portrait de La Goulue qui se trouve au Musée des Beaux-Arts de Quimper.

### Déclin

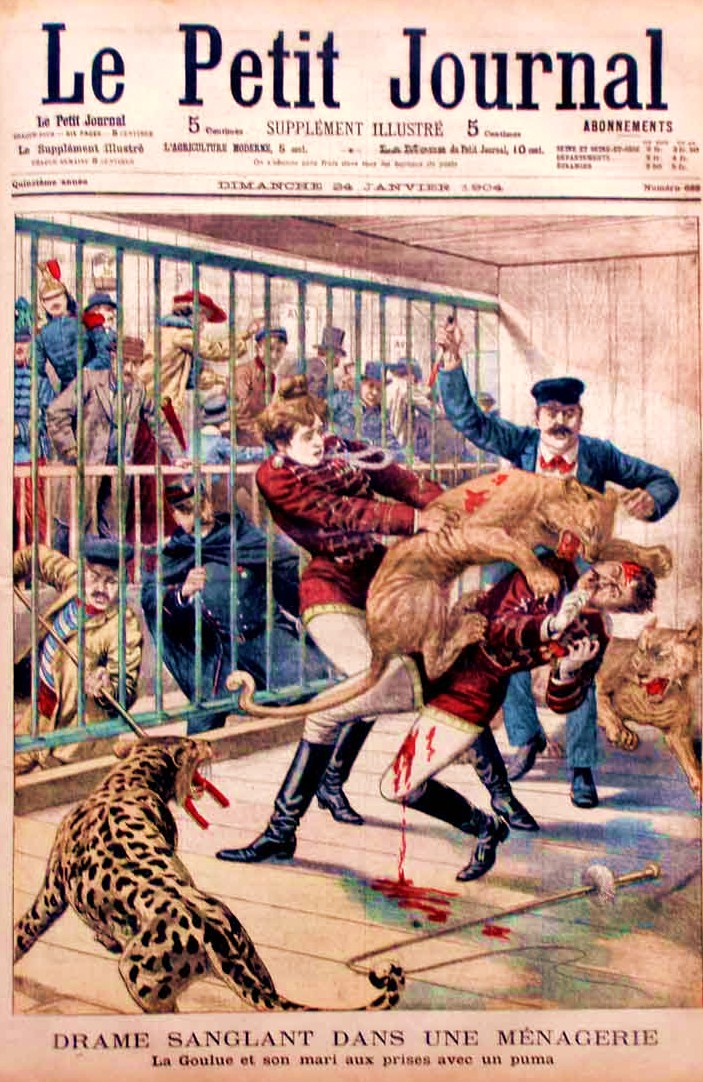
La Goulue et son mari attaqués par un puma, 24 janvier 1904.

Riche et célèbre, en 1895 elle décide de quitter le Moulin Rouge et de se mettre à son compte dans les fêtes foraines, puis comme dompteuse. Le 6 avril, elle passe commande à Toulouse-Lautrec de panneaux décoratifs pour orner sa baraque de danseuse orientale. En décembre 1895, La Goulue accouche d'un fils, Simon Victor, de père inconnu (« un prince », disait-elle). Un forain l'adopte et lui donne son nom. En 1898, elle se produit chez Adrien Pezon devant l'ambassadeur de Chine. Elle avait, depuis deux ou trois ans, appris à dresser les lions.
Le 10 mai 1900, à la mairie du XVIIIe arrondissement de Paris, la Goulue, dompteuse, épouse le prestidigitateur Joseph-Nicolas Droxler (1872-1915). Les témoins du couple sont tous issus du monde des forains. Droxler devient dompteur. Le couple habite 112, boulevard de Rochechouart (XVIIIe arrondissement).
Comme dompteuse, elle se produit dans les ménageries, fête à Neu-Neu et foire du Trône, et dans des cirques, où elle est une belluaire éminente de 1904 à 1907. Mais son mari et elle sont parfois agressés par leurs fauves. Elle abandonne le domptage et réapparaît en qualité d'actrice dans des petits théâtres et même aux Bouffes du Nord. Joseph-Nicolas Droxler, dont elle s'était par ailleurs séparée sans divorcer, meurt en 1915 dans son lit, d'un problème cardiaque, tandis que son fils Simon-Victor (qu’elle surnommait « Bouton d’or ») décède en 1923, à l'âge de 27 ans, en laissant une fillette prénommée Marthe Perruquet (1914-1993). Après cette épreuve, elle sombre dans l'alcoolisme.

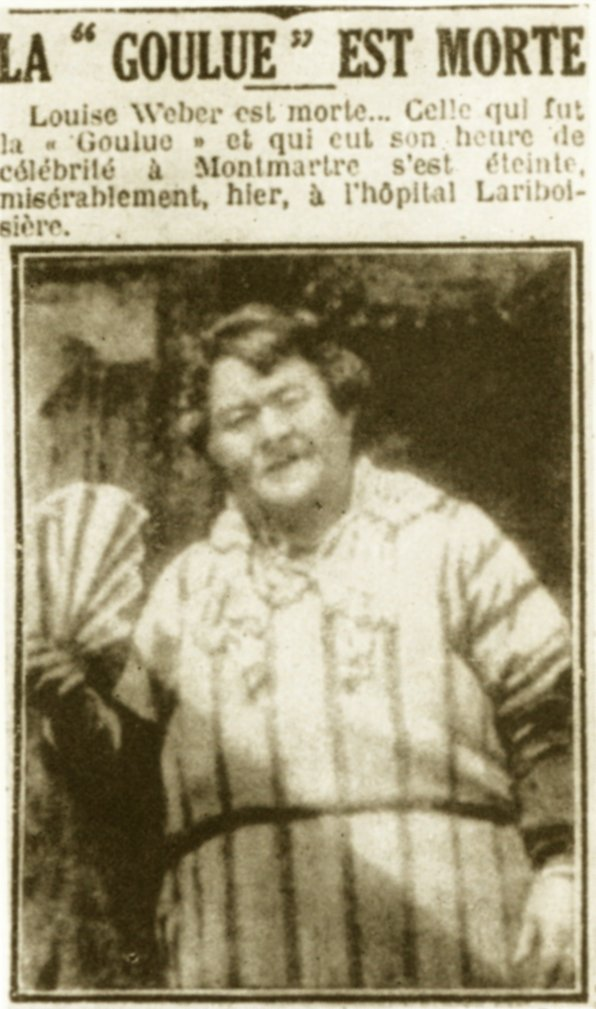
Article de presse annonçant la mort de la Goulue.

Amie de Rétoré, chiffonnier et brocanteur au marché aux puces de Saint-Ouen, elle vit aux beaux jours dans sa roulotte située à deux pas de là, au no 59 de la rue des Entrepôts, revenant pour l'hiver vers Montmartre, où elle possède toujours son logement sur le boulevard Rochechouart, contre le cabaret La Cigale.
La Goulue, devenue Madame Louise, entourée d'une cour de rejetés de la société, recueille les animaux de cirque malades et âgés ainsi qu'une multitude de chiens et de chats. Elle flâne sur la Butte Montmartre et dans les bistrots où tout le monde la connaît. Pour le plaisir de rencontrer encore « le beau monde », elle va devant l'entrée du Moulin Rouge, où se produit Mistinguett, vendre des cacahuètes, des cigarettes et des allumettes. Au hasard de ses virées dans les bars et cafés, elle signe ses photos à ceux qui la reconnaissent. Cette grosse femme qu'elle est devenue reste néanmoins Madame Louise. C'est Jeanne Aubert qui la fit remonter sur scène pour la présenter au nouveau public du Moulin Rouge. En 1928, Georges Lacombe la filme à l'improviste, habillée comme tous les jours, dans La Zone. Sur ces images, peu de temps avant sa mort, elle est déjà malade.

#### Mort

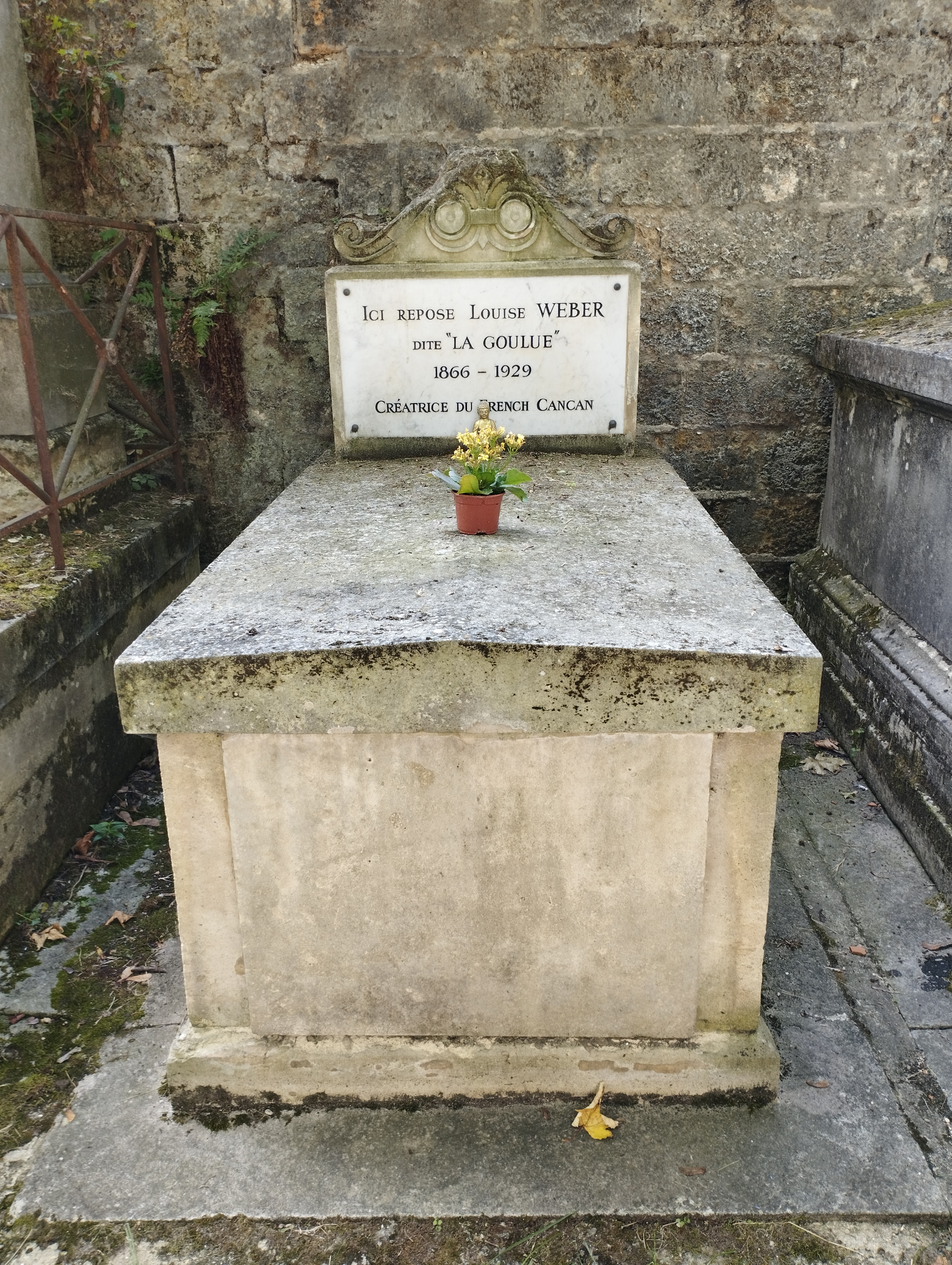
Tombe de La Goulue au cimetière de Montmartre (division 31).

Souffrant de rétention d'eau, La Goulue fait une attaque d'apoplexie et décède après dix jours d'agonie à l'hôpital Lariboisière le 29 janvier 1929. Elle est enterrée au cimetière parisien de Pantin presque sans témoin, mais en présence de Pierre Lazareff, attaché à la direction artistique du Moulin-Rouge. Grâce à son arrière-petit-fils Michel Souvais (1946-2012), elle est exhumée en 1992 et le maire de Paris, Jacques Chirac, ordonne le transfert de ses cendres au cimetière de Montmartre dans la 31e division (1re ligne, 13) où elle repose désormais. Michel Souvais prononce l'oraison funèbre. Les médias, des personnalités ainsi que deux mille personnes assistent à cette cérémonie.
« C'est la Goulue qui inspira Lautrec ! » disait l'actrice Arletty.
Sa biographe Maryline Martin dépose un dossier à la mairie du 18e arrondissement, où elle motive son souhait de voir une place ou une rue honorer la mémoire de Louise Weber dite La Goulue. Une délibération est proposée et votée au Conseil de Paris en février 2021 et un jardin Louise Weber, situé au cœur de Montmartre, porte désormais son nom.

La Goulue en photographies
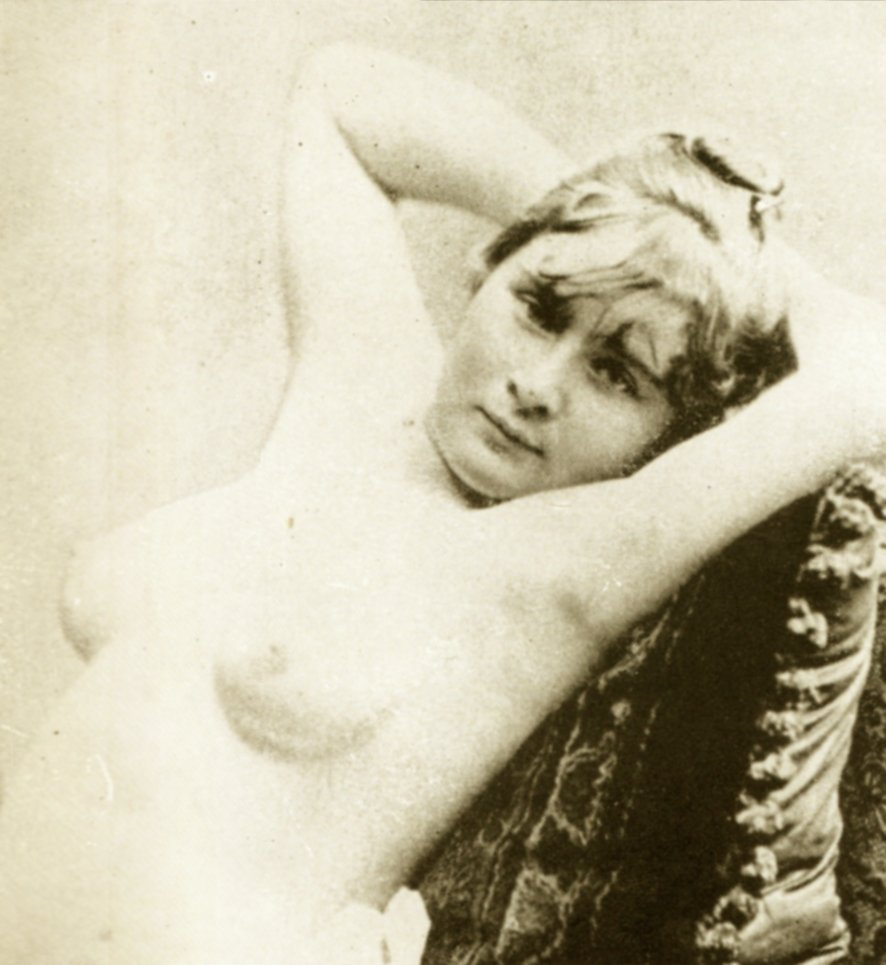
1885.
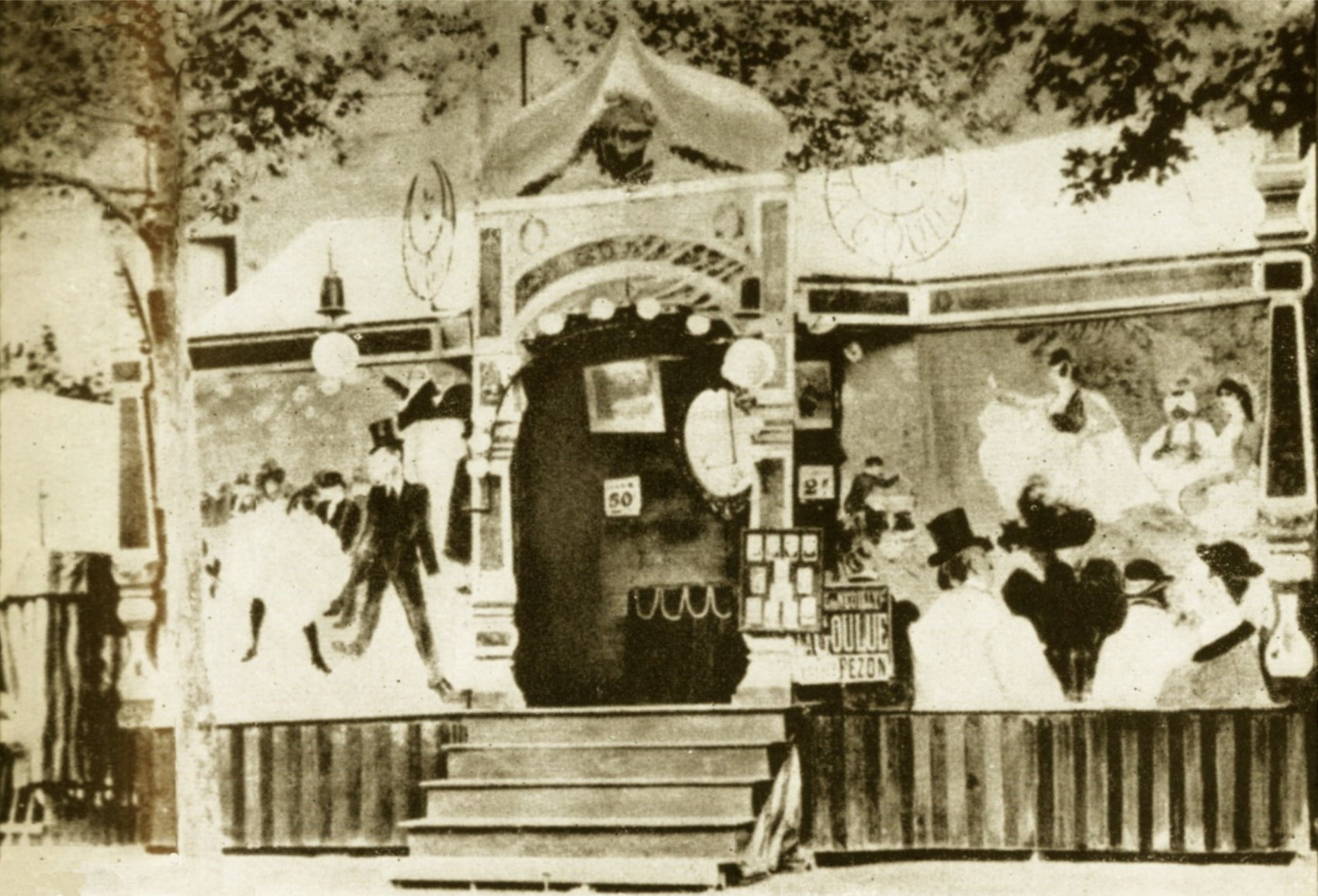
La baraque foraine 1895.
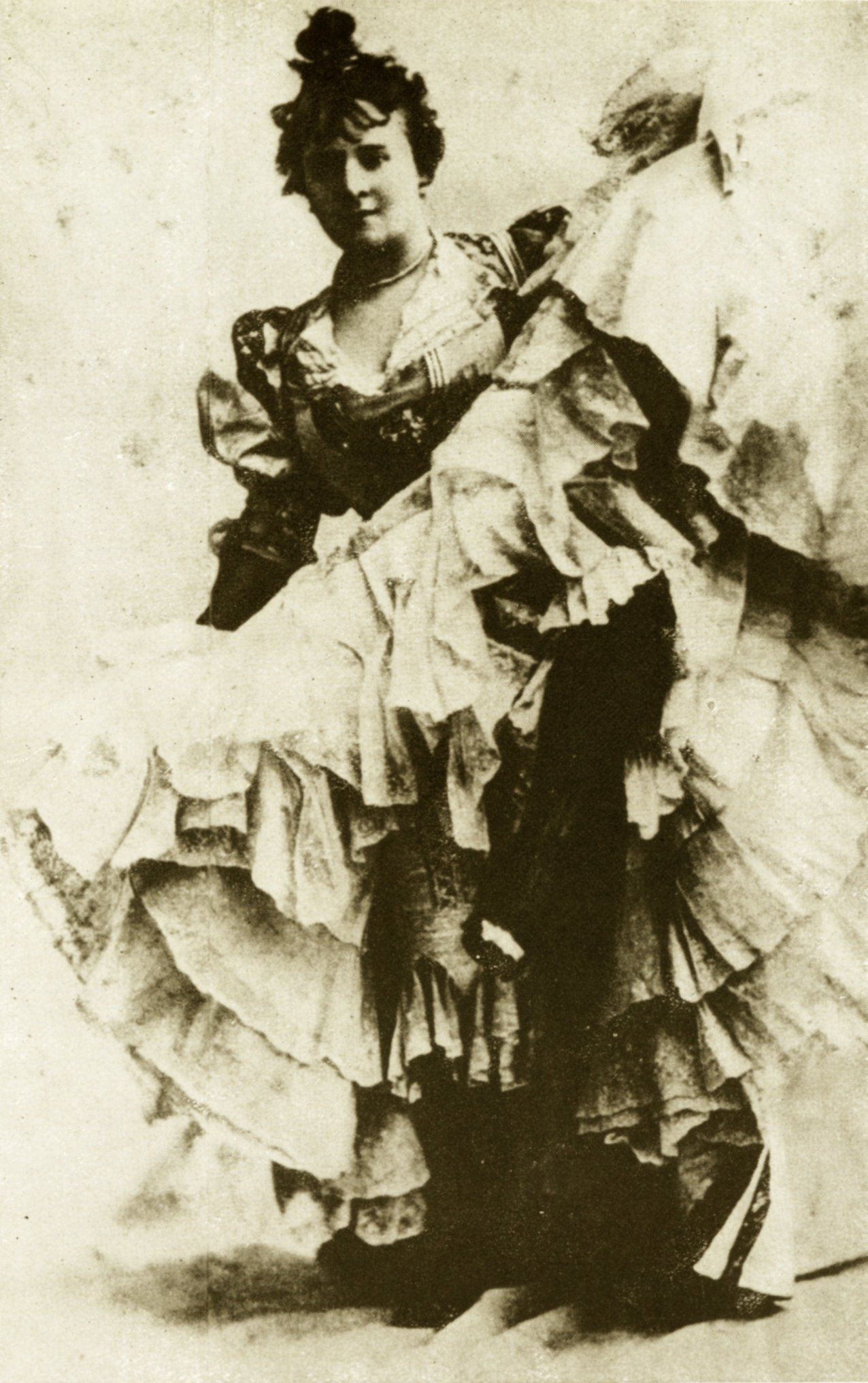
1890.
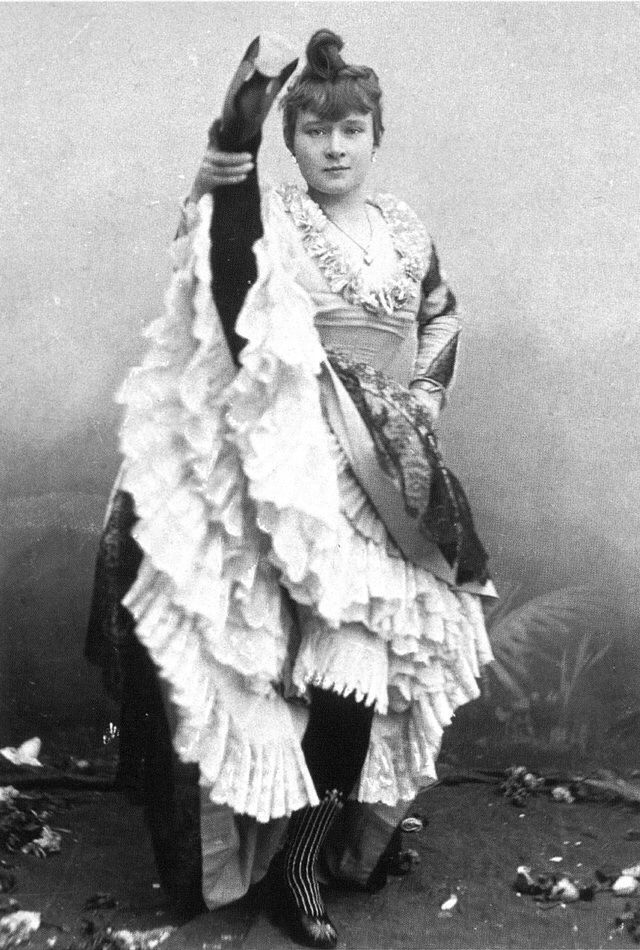
Vers 1890.
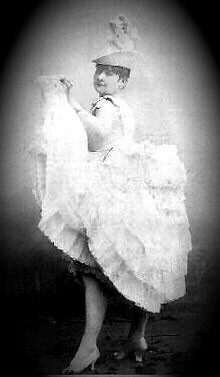
« La Goulue ».

### Bibliographie

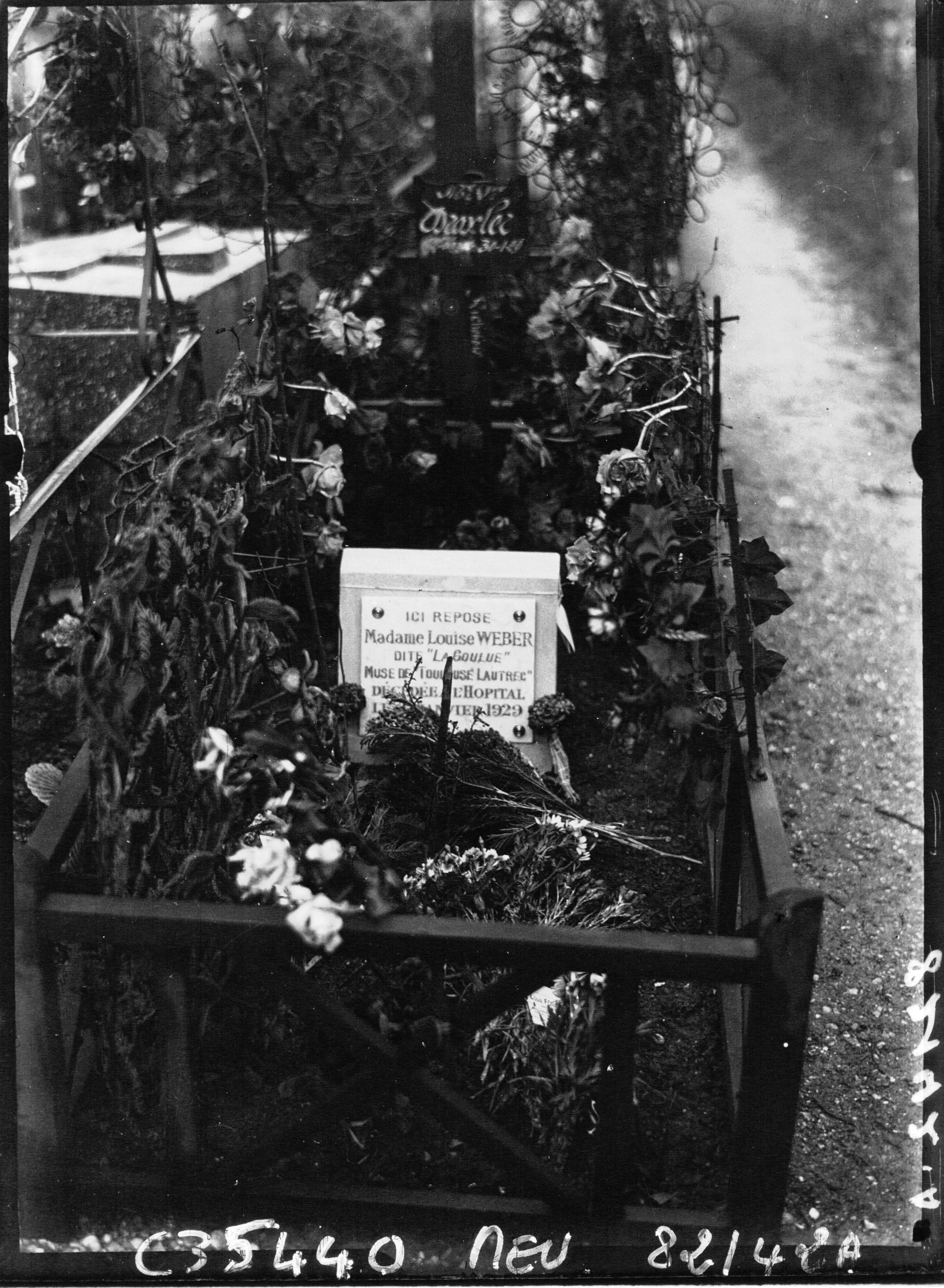
Première tombe de La Goulue au cimetière parisien de Pantin.

### Émissions de radio
- Hondelatte raconte diffusée sur Europe 1 (saison 2018-2019), consacrée à La Goulue, le journaliste Christophe Hondelatte a reçu Maryline Martin pour évoquer son ouvrage sur la célèbre danseuse

- Louise Weber dite La Goulue, muse et femme libre, émission d'Autant en emporte l'Histoire, France Inter (2021).« Louise Weber dite La Goulue, muse et femme libre », sur www.franceinter.fr (consulté le 22 mars 2021).

### Spectacle
- Louise Weber dite La Goulue, de Delphine Gustau, avec Delphine Grandsart, théâtre Le Lucernaire, Paris.